# Horlivka
Horlivka (en ukrainien : Горлівка) ou Gorlovka (en russe : Горловка), est une ville de l'oblast de Donetsk, en Ukraine, et le centre administratif du raïon de Horlivka. Sa population s'élevait à 247 934 habitants en 2017.

## Géographie
Horlivka est située à 37 km au nord-nord-est de Donetsk et à 594 km à l'est-sud-est de Kyïv.
La Bakhmouta prend sa source sur le territoire de la ville. La ville est également traversée par le Canal Siversky Donets-Donbass, qui relie la rivière Donets au fleuve Kalmious. Ce canal alimente en eau potable une part du Donbass ainsi que les nombreuses industries de la région.

### Communauté urbaine
La ville regroupe autour d'elle une communauté urbaine, notamment composée au sud de la commune urbaine de Panteleïmonivka, et au nord des communes urbaines de Holmivskyï et de Zaïtseve.

## Histoire
Située au cœur du bassin houiller du Donbass, la ville doit sa création dans la seconde moitié du XIXe siècle, à l'extraction de la houille et à la construction d'un coron. Elle doit son nom à l'ingénieur-géologue russe Piotr Nikolaïevitch Gorlov qui y développa alors de nouvelles méthodes d'extraction du charbon.

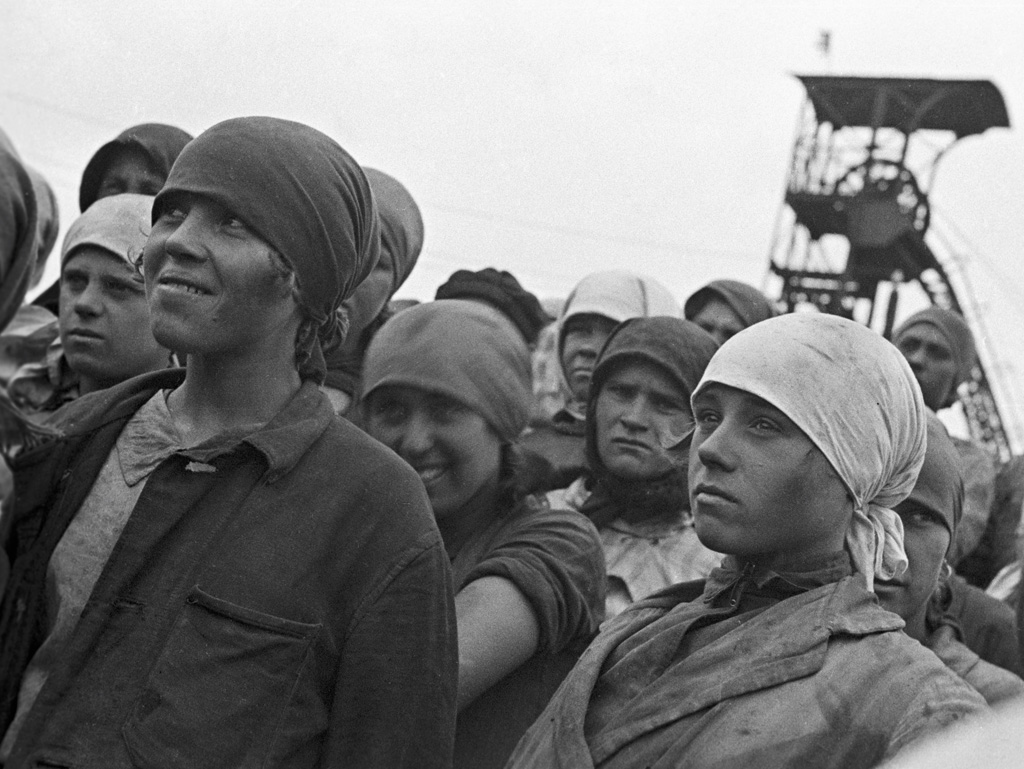
Femmes mineurs, le 16 septembre 1930.

Au cours de la Seconde Guerre mondiale, Gorlovka est occupée par l'Allemagne nazie du 29 août 1941 au 5 novembre 1943. Des exécutions de masse de juifs y ont lieu pendant l'occupation.

### XXIesiècle
Principalement peuplée de populations russophones (qui sont d'origines ukrainiennes, russes ou biélorusses, ou tatares), la ville est le théâtre d'affrontements entre partisans et opposants de la révolution ukrainienne de 2014, notamment en avril 2014.
Dans le cadre de la guerre du Donbass, la ville se trouve à la frontière entre les territoires tenus par l'armée ukrainienne et les forces séparatistes qui tiennent la ville. Des affrontements armés redoublent en janvier 2015, entre militaires ukrainiens et séparatistes pro-russes. La cathédrale de l'Épiphanie en centre-ville est partiellement incendiée par des tirs des forces gouvernementales le 31 janvier 2015 selon les médias pro-russes.
En raison du conflit, la population de la ville serait tombée à 180 000 personnes en 2015.
En mai 2018, de violents combats éclatent dans les environs de Horlivka. Selon certains experts, Horlivka est un lieu stratégique et une « clé pour tout le front ».
Dans le cadre de l'invasion de l'Ukraine par la Russie en 2022, la ville est, à partir de mars 2022 le cadre de la première contre-offensive ukrainienne contre les forces séparatistes pro-russes.

## Population
Recensements (*) ou estimations de la population :
| 1923*  | 1926*  | 1939*   | 1959*   | 1970*   | 1979*   | 1989*   |
| ------ | ------ | ------- | ------- | ------- | ------- | ------- |
| 11 476 | 23 149 | 181 448 | 292 616 | 335 064 | 336 487 | 338 106 |

| 2001*   | 2012    | 2013    | 2014    | 2015    | 2016    | 2017    |
| ------- | ------- | ------- | ------- | ------- | ------- | ------- |
| 292 250 | 258 879 | 256 714 | 254 416 | 250 991 | 249 048 | 247 934 |

Sa population est majoritairement russophone.

## Économie

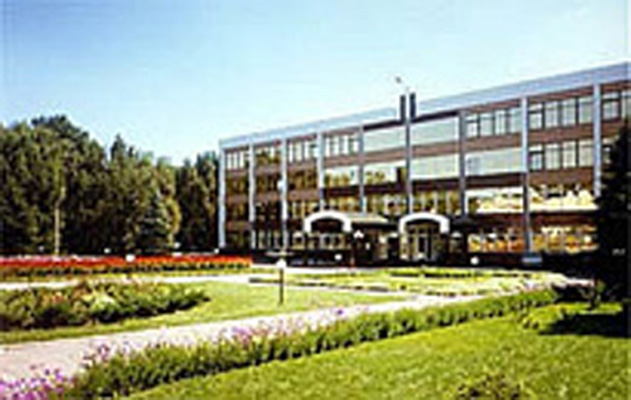
Siège de l'entreprise Stirol.

Ancienne ville minière, Horlivka a étendu ses activités à d'autres industries, notamment chimiques. Elle a sa gare de Horlivka et la gare de Mykytivka.

## Lieux et monuments
- La cathédrale orthodoxe de l'Épiphanie.

## Personnalités
Sont nés dans la ville :
- Inna Oulianova (née en 1934), actrice
- Nikolai Kapustin (1937), compositeur et pianiste
- Yuriy Korovyansky (1967), volleyeur
- Ruslan Ponomariov (1983), joueur d'échecs
- Sergueï Rebrov (1974), footballeur
- Voldymyr Ivanovitch Rybak (1971), homme politique
- Alexandre Volkov (1948), cosmonaute de citoyenneté soviétique et de nationalité russe

A donné son nom à la ville :
- Piotr Nikolaïevitch Gorlov (Irkoutsk, 11 mai 1839 – Petrograd, 20 novembre 1915), ingénieur-géologue.

## Jumelages
- Barnsley (Royaume-Uni)
- Pensacola (États-Unis)
- Buffalo (États-Unis) depuis 2007